# Jurij Virt
Jurij Mykolajovyč Virt (in ucraino Юрій Миколайович Вірт?; Leopoli, 4 maggio 1974) è un allenatore di calcio ed ex calciatore ucraino, attuale tecnico dello Zvjahel'.

## Palmarès

### Giocatore

#### Competizioni nazionali
- Campionato ucraino: 5

Shakhtar: 2001-2002, 2007-2008, 2009-2010, 2010-2011, 2011-2012
- Coppa d'Ucraina: 5

Shakhtar: 2000-2001, 2001-2002, 2007-2008, 2010-2011, 2011-2012
- Supercoppa d'Ucraina: 2

Shakhtar: 2008, 2010

#### Competizioni internazionali
- Coppa UEFA: 1

Shakhtar: 2008-2009

### Allenatore

#### Competizioni nazionali
- Perša Liha: 1

Veres Rivne: 2020-2021